# Hemiaspis signata
Espèce
Synonymes
- Alecto signata Jan, 1859
- Denisonia vagrans Garman, 1901

Hemiaspis signata est une espèce de serpents de la famille des Elapidae.

## Répartition
Cette espèce est endémique d'Australie. Elle se rencontre au Queensland et en Nouvelle-Galles du Sud.

## Publication originale
- Jan, 1859 : Plan d'une iconographie descriptive des ophidiens et description sommaire de nouvelles espèces de serpents. Revue et Magasin de Zoologie Pure et Appliquée, Paris, ser. 2, vol. 11, p. 122-130 (texte intégral).